# Kados

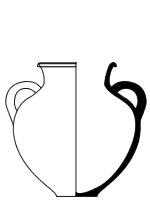

Als Kados (altgriechisch κάδος kádos) wird eine Form der antiken griechischen Keramik bezeichnet.
Der Kados war ein bauchiges, rundes Vorratsgefäß mit einer weiten Öffnung. Er wurde im Allgemeinen an einem durch die Henkel gezogenen Seil aufgehängt. Diese Vasenform hatte im Schnitt eine Höhe von 20 bis 30 Zentimetern.